# NGC 980
NGC 980 est une galaxie lenticulaire située dans la constellation d'Andromède. NGC 980 a été découverte par l'astronome germano-britannique William Herschel en 1786.

## Caractéristiques
Sa vitesse par rapport au fond diffus cosmologique est de 5 528 ± 15 km/s, ce qui correspond à une distance de Hubble de 82,5 ± 5,7 Mpc (∼269 millions d'al).
NGC 980 présente une large raie HI.